# Brício de Abreu

Em cena.

Luiz Leopoldo Brício de Abreu (Rio Grande do Sul, 25 de agosto de 1903 – Rio de Janeiro, 16 de fevereiro de 1970) foi um jornalista, poeta, crítico teatral e dramaturgo brasileiro.

## Biografia
Com Álvaro Moreyra criou a revista Dom Casmurro, que circulou entre 13 de maio de 1937 e 4 de maio de 1946. A redação ficava na agitada Cinelândia, a dois passos do Teatro Municipal do Rio de Janeiro. Foi a mais importante revista literária brasileira da época, em plena  ditadura Vargas, embora considerada uma publicação de esquerda.
Durante todo o período em que Dom Casmurro circulou, Brício de Abreu foi seu diretor. No cargo de redator-chefe, alternaram-se Álvaro Moreyra, substituído por Marques Rebello em 20 de agosto de 1938 (nº 64) e, a partir de 12 de agosto de 1939 (nº 113), por Jorge Amado; este, por sua vez, foi substituído por Álvaro Moreyra, em 18 de maio de 1940 (nº 1949). A partir de 3 de janeiro de 1942 o cargo de redator-chefe desapareceu e a direção do periódico ficou exclusivamente sob a responsabilidade de Brício, até que Dom Casmurro deixou de circular. 
Entre seus colaboradores incluíam-se Afrânio Coutinho, Cândido Mota Filho, Carlos Castelo Branco, Roger Bastide, Clóvis Ramalhete, Joel Silveira, Nahum Sirotsky, Murilo Mendes, Marques Rebelo, Joracy Camargo, Oswald de Andrade, Rachel de Queiroz, José Américo de Almeida, José Lins do Rego, Cecília Meireles, Aníbal Machado, Astrojildo Pereira, Adalgisa Nery, Jorge Amado, Marques Rebelo, Graciliano Ramos, além dos chamados meninos do Brício, integrantes da redação ou seus colaboradores e frequentadores: Dante Costa, Carlos Lacerda e seu primo, Moacir Werneck de Castro, Odilo Costa Filho, Franklin de Oliveira, Murilo Miranda e a poetisa Yone Stamato, que certa vez emprestou seu anel de brilhantes para que Brício o penhorasse e pagasse dez contos de réis que devia na praça.
Dom Casmurro também recebeu apoio financeiro do governo da França – então sob o regime de Vichy –, através da sua embaixada no Brasil. A proximidade de Brício ao governo da França permanecerá, no entanto, após a Segunda Guerra Mundial, quando Dom Casmurro já deixara de circular. Em 1947, Brício continuaria a ser citado na correspondência da embaixada, por sua reconhecida atuação na propaganda em favor da França e pelas profundas ligações à cultura francesa.
Apesar das dificuldades, a revista chegou a vender 50 mil exemplares semanalmente, número surpreendente para o Brasil daquela época – um país com 30 milhões de habitantes e altíssimos índices de analfabetismo.
Posteriormente, ainda nos anos 1940, Brício dirigiu também a "Comoedia – Revista Mensal de Teatro, Música, Cinema e Rádio".
Ao longo de sua vida, constituiu um vasto acervo de documentos e material fotográfico referente a artistas que participaram ativamente da vida musical brasileira, alguns dos quais se encontram hoje no mais completo anonimato. A Coleção Brício de Abreu veio a constituir a maior parte dos documentos digitalizados pelo Cedoc - Centro de Documentação e Informação em Arte da Funarte, que visa a preservação da história da música, sobretudo da música popular. Outra grande parte da coleção encontra-se na Biblioteca Nacional do Rio de Janeiro.
Casou-se duas vezes: primeiro com Marie Desmurs, morta em um acidente de automóvel na Praça Paris, Rio de Janeiro em 1936 e, depois, com Odette Veiga, sua companheira nos últimos trinta anos de sua vida.

## Outros interesses
Brício de Abreu trabalhou na organização de concursos de beleza, em Paris, de 1929 a 1935, e, anos depois, no Rio de Janeiro.

## Obras
- Por experiência, teatro, 1919.

Enterro de Brício de Abreu, em 1970.

- Evangelho da Ternura, poesia, 1921.
- A mais forte, romance, 1922.
- Como as mulheres amam,1922.
- Uma lágrima de amor, teatro, 1922.
- A eterna comédia, teatro, 1924.
- Querer, 1925.
- De braços abertos para a França, 1944.
- Eleonora Duse no Rio de Janeiro, crítica, teoria e história literárias, 1958.
- Esses populares tão desconhecidos, teatro, 1963.
- O Assassinato de Euclides da Cunha em O Jornal do Rio de Janeiro, 20 de janeiro de 1966. Suplemento do Centenário de Euclides da Cunha. Transcreve depoimentos de Euclides da Cunha Filho, Mano Hora e reportagem de David Nasser com Dilermando de Assis.
- O lafranhudo, teatro.